# Jaksmanice
Jaksmanice is een dorp in de Poolse woiwodschap Subkarpaten. De plaats maakt deel uit van de gemeente Medyka.